# Lara (Australia)
Lara – miasto w Australii, w stanie Wiktoria.